# 尼布拉 (穆納區)
尼布拉（西班牙語：Nibra），是巴拿馬的城鎮，位於該國西北部，由恩戈貝-布格雷特區的穆納區負責管轄，面積35.6平方公里，2010年人口2,091，人口密度每平方公里58.7人。